# 鶉川ゴヨウマツ自生北限地帯

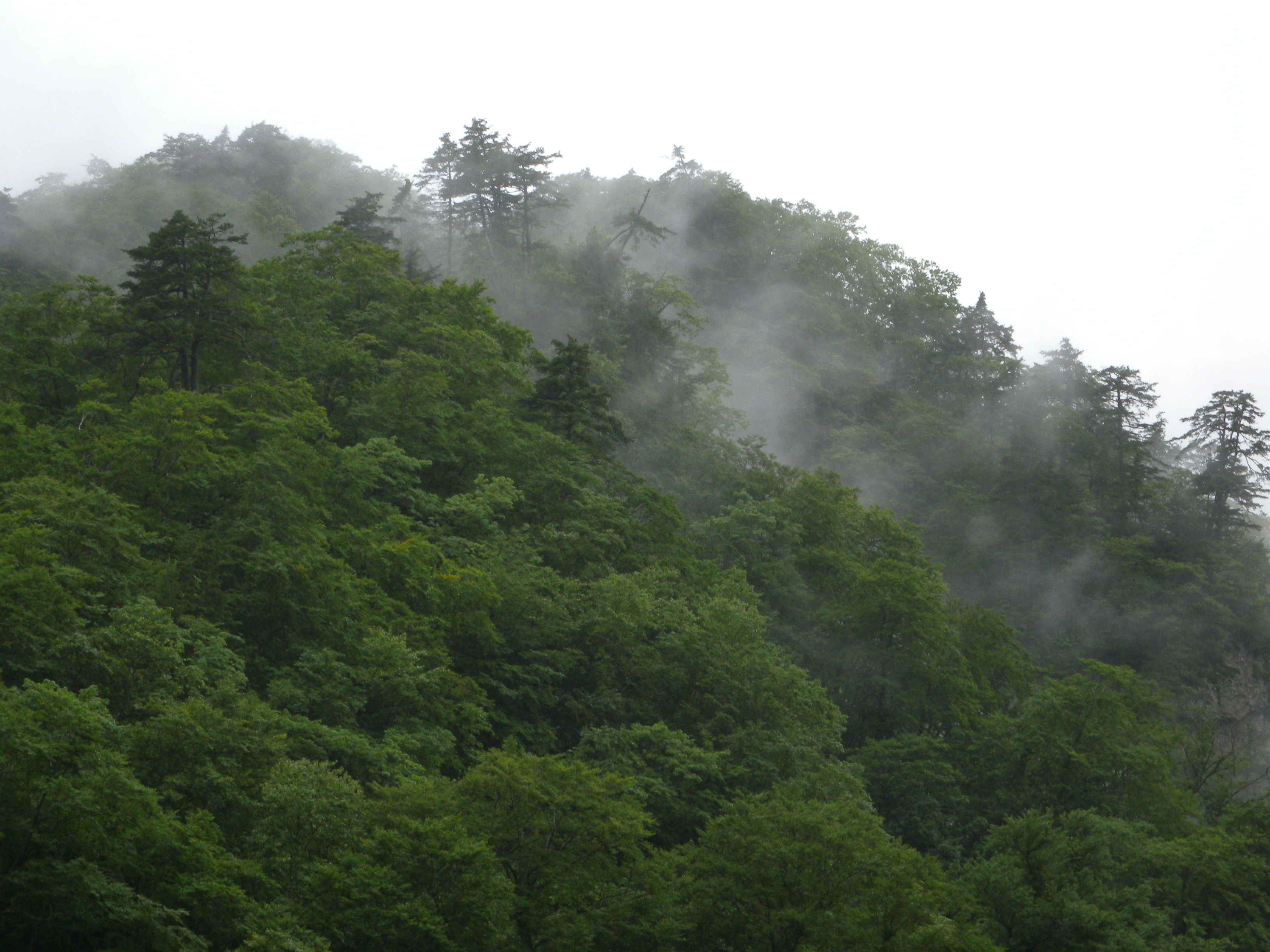
鶉川ゴヨウマツ自生北限地帯。尾根上にゴヨウマツ（キタゴヨウ）が自生するのが確認できる。2009年7月26日撮影。

鶉川ゴヨウマツ自生北限地帯（うずらがわゴヨウマツじせいほくげんちたい）とは、北海道檜山郡厚沢部町峠下にある、国の天然記念物に指定されたゴヨウマツ（キタゴヨウ）の自生地である。
ゴヨウマツ（五葉松、学名:Pinus parviflora）は、マツ科マツ属の常緑高木であるが、形態的な差異や分布域の違いにより、本州の中部地方以北から北海道に分布するものは、変種キタゴヨウ（北五葉、学名:P. p var. pentaphylla）として記載されている。一方、本州中部地方から南側の四国地方・九州地方にかけて生育する基変種ゴヨウマツは、キタゴヨウに対してヒメゴヨウ（P. p var. parviflora）とも呼ばれる。
このうち北方種とされるキタゴヨウは、北海道南部の渡島半島西部を流れる厚沢部（あっさぶ）川の支流、鶉川（うずらがわ）上流部の右岸一帯が日本海側におけるまとまった自生の北限である。当地のキタゴヨウは散生しており生育状況も良好とはいえないものの、日本海側方面におけるゴヨウマツの自生北限地としての価値があり、指定基準10の「著しい植物分布の限界地」として、指定時期としては比較的初期の1928年（昭和3年）2月7日に国の天然記念物に指定された。

## 解説

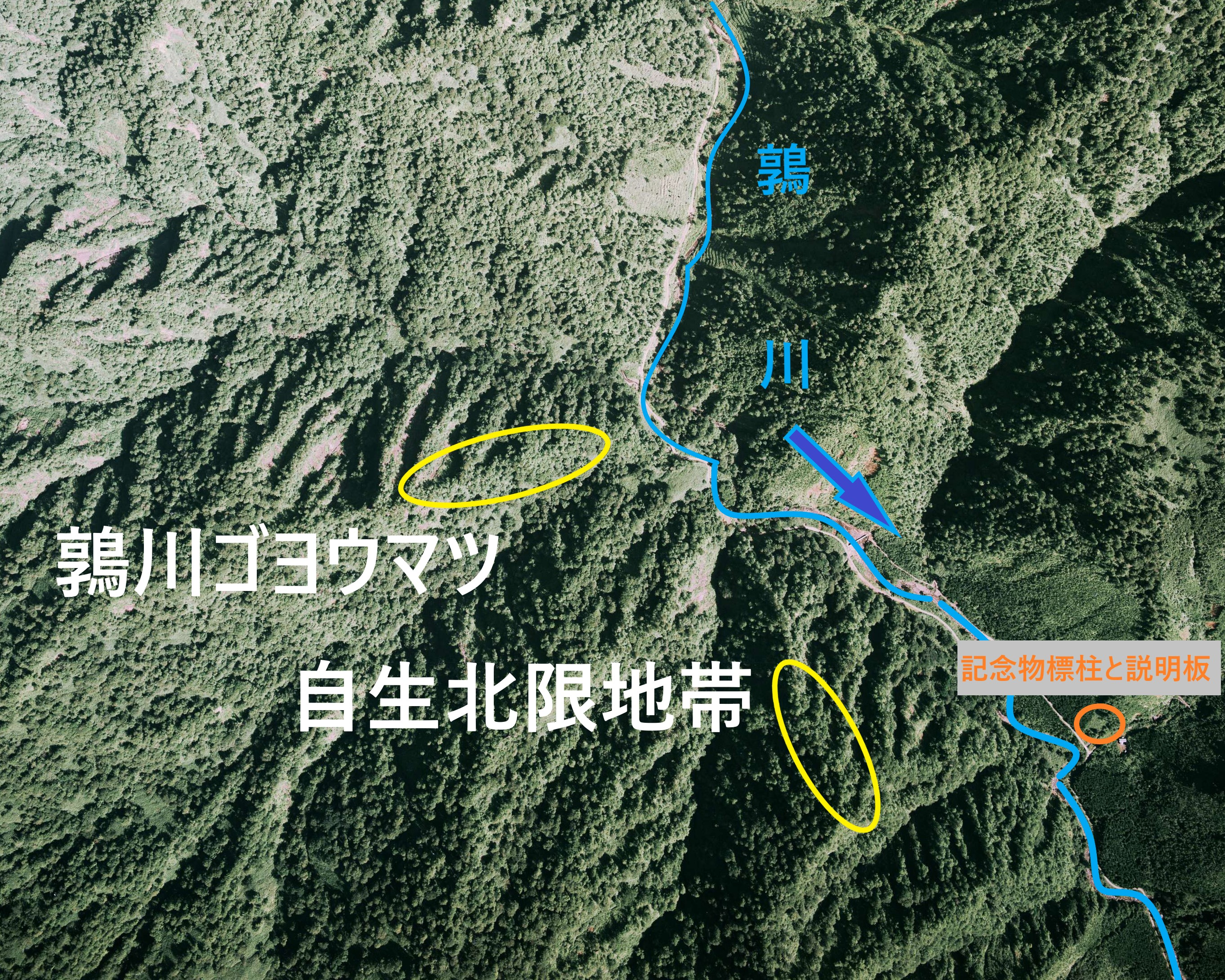
鶉川ゴヨウマツ自生北限地帯付近の空中写真。鶉川右岸（西岸）沿いの険しい尾根上に生育する。2022年3月に確認された2カ所の自生地を黄色の枠で囲んで示す。
厚沢部文化遺産調査プロジェクト 2022年より作成。撮影高度2450メートル。1976年8月26日撮影の画像を使用作成。

鶉川ゴヨウマツ自生北限地帯は、北海道南西部の渡島半島西岸、日本海に面した檜山郡厚沢部町を流れる厚沢部川上流の支流、鶉川（うずらがわ）上流部に所在する。この場所は渡島半島を東西に分ける分水嶺近くの西側に当たり、函館市方面と厚沢部町を結ぶ国道227号の中山峠（渡島中山峠）を厚沢部町側へ少し超えた場所から、鶉川国有林へ続く林道を約3キロメートル登った付近に天然記念物の指定地がある。
北海道のゴヨウマツ（以下、キタゴヨウと表記する）の自生地を大きく地理的に見ると、日本海側では松前半島と奥尻島にそれぞれ1団林、太平洋側では日高山脈のアポイ岳山塊（同じく国の天然記念物の幌満ゴヨウマツ自生地）と東大雪のニペソツ山山系にそれぞれ1団林あるが、この内もっとも高緯度にあるものはニペソツ山系の自生地である。鶉川ゴヨウマツ自生北限地帯は日本海側における北海道本土最北端の自生地として知られている。
鶉川のキタゴヨウの自生は、隣接する落部川の群落とともに北海道帝国大学の植物学者である舘脇操により昭和初期に現地調査が行われ、1927年（昭和2年）に札幌農林学会報に調査内容が報告された。この付近一帯の山林は1908年（明治41年）以降、水源涵養や土砂流出防止のため伐採が禁じられており、良好な植生が保持されていたものと考えられ、館脇の報告によれば鶉川の自生地の標高は約600メートル、樹木個体の大きさは、胸の高さの直径が10から60センチメートル、樹高は10メートルから20メートルであった。
報告の翌年の1928年（昭和3年）2月7日に鶉川上流部の面積1200ヘクタールが「鶉川五葉松自生北限地帯」として国の天然記念物に指定されたが、1951年（昭和26年）3月10日にキタゴヨウの少ない個所が解除となり、361.6ヘクタールに減少している。
鶉川上流部の自然林植生（植林地を除く）は、大部分がブナとチシマザサで優占されており、キタゴヨウは鶉川右岸の険しい尾根上や尾根筋に隣接する急斜面に優占して生育しており、小規模な団林が点在して形成されている。ゴヨウマツ類は分布域があまり広くなく、森林の主要な構成樹となることはほとんどない。指定地での優先樹種は先に述べたブナをはじめ、オヒョウ、ミズナラ、シナノキ、ハリギリといった落葉広葉樹が多く、林床にはチシマザサをはじめ、ハイイヌガヤ、ノリウツギ、オオバクロモジ、オオカメノキが多く、全体的にブナ林の要素が強い。一方でキタゴヨウ以外の常緑針葉樹はヒノキアスナロ、エゾマツなどで、針葉樹と落葉樹の混交林帯を形成しているが、このような針葉落葉が安定して混生する針広混交林帯は北東アジア特有のもので、世界的に見ると珍しいものであるという。
鶉川の川沿いにある先述した林道の一角に天然記念物であることを示す表示と解説版が設置されており、ここから西側（右岸）の険しい尾根の上にキタゴヨウの姿を遠望することができる。また、2022年（令和4年）3月27日に指定地南西側の主稜線尾根から踏査した厚沢部文化遺産調査プロジェクトによれば、鶉川右岸沿いの険しい尾根上の2カ所にキタゴヨウの自生地が確認されている。
いずれにしても北海道におけるゴヨウマツ（キタゴヨウ）の自生地は極めて少なく、かつて最大規模の自生地は日高地方様似町の平鵜（ひらう）にあり、国の天然記念物にも指定されていたが激減してしまい、太平洋戦争中に指定が解除されている。また先述した鶉川に隣接する落部（おとしべ）川流域（現二海郡八雲町）の自生地も、太平洋戦争の戦前戦後に行われた伐採と1945年（昭和20年）に立て続けに北海道地方へ襲来した台風による倒木が相次ぎ、団林（群生地）としてはほぼ消滅している。
ゴヨウマツを含むマツ属は主に他個体との交配によって次世代が作出されるが、ゴヨウマツの集団は隔離分布していることに加えて、近年の森林開発や地球温暖化などの影響により小集団化や孤立化が進んでしまい、結果的に自殖の増加と、それに伴う近交弱勢が危惧されている。

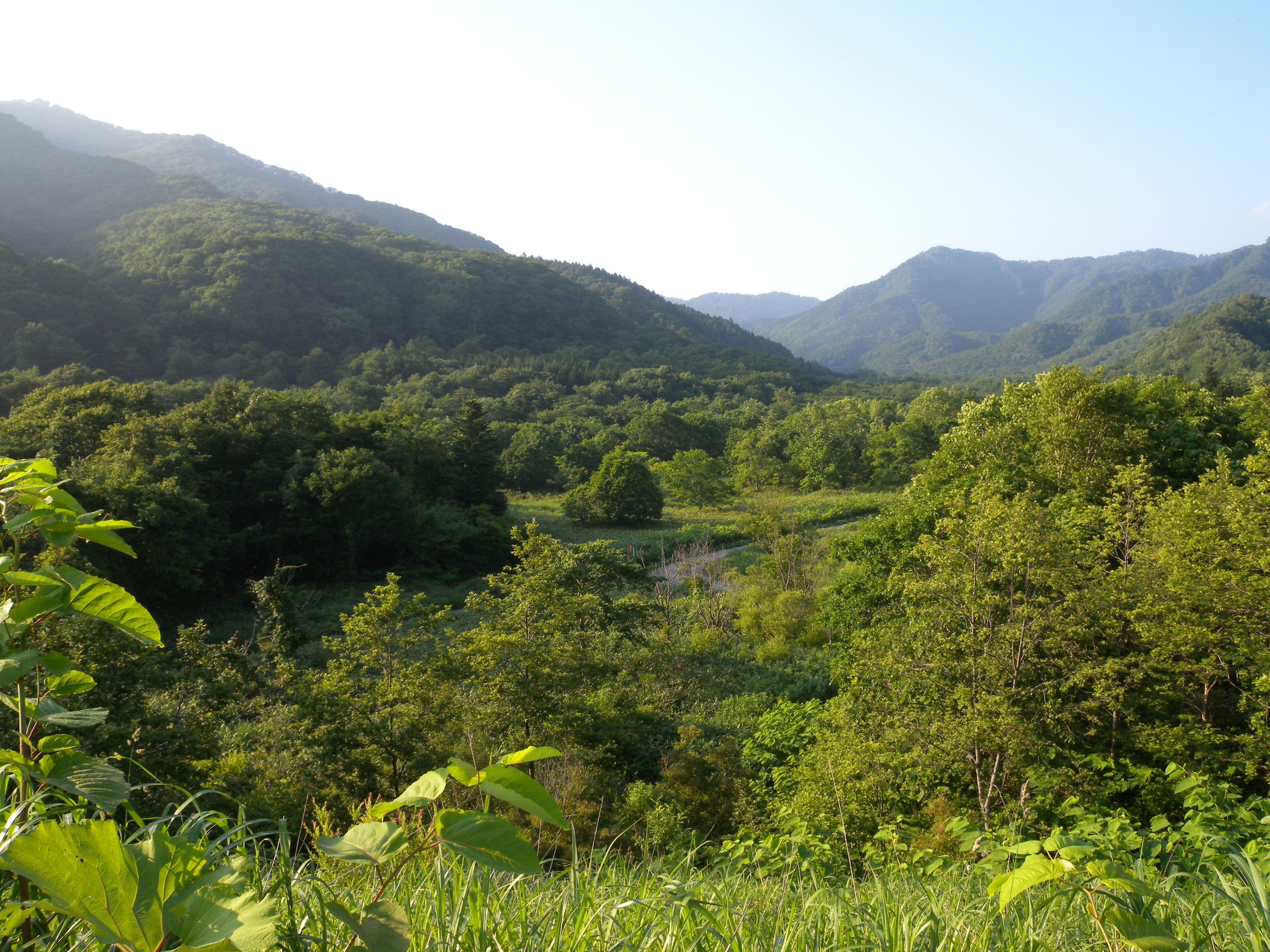
鶉川上流部。2009年7月6日撮影。
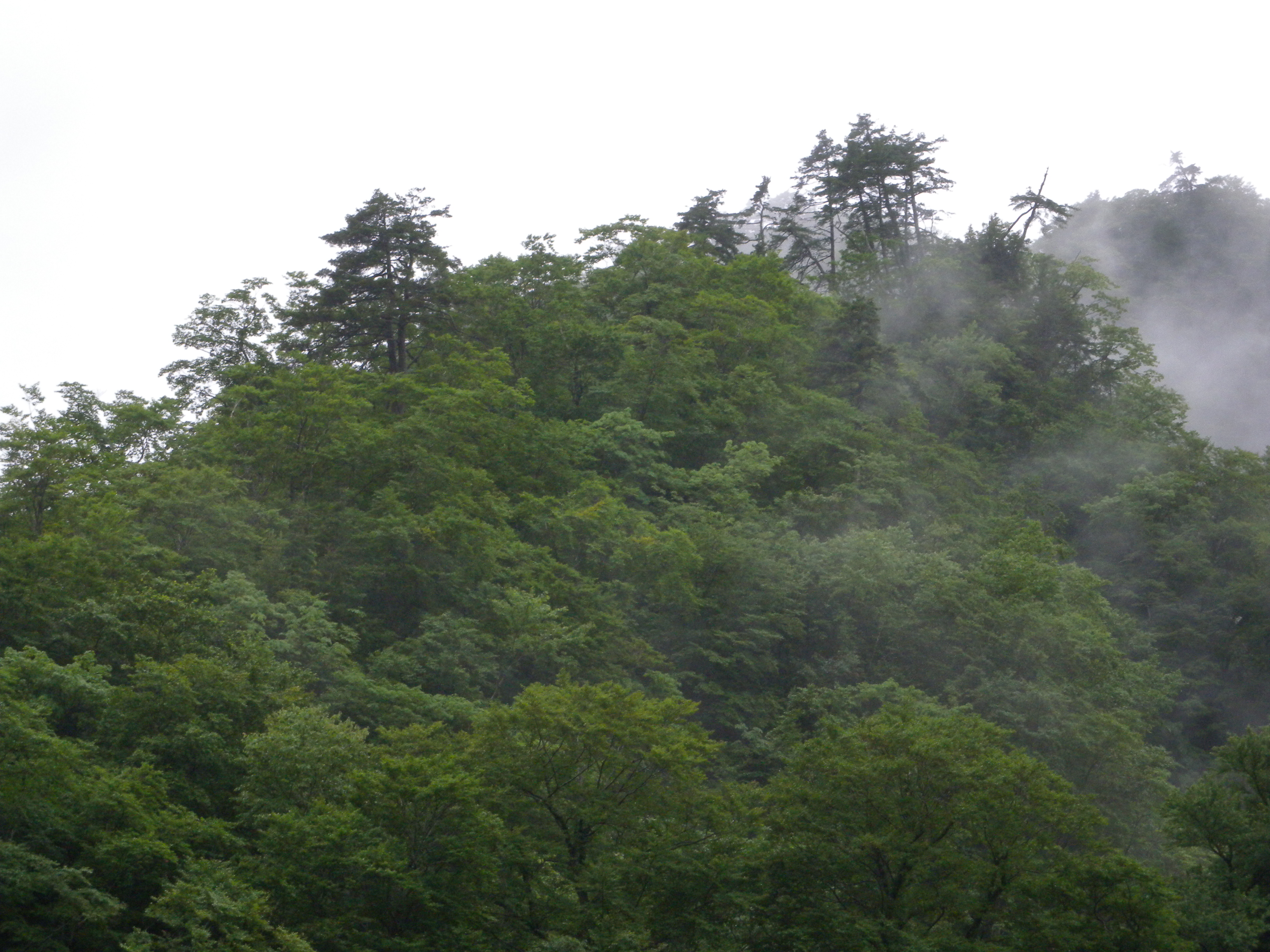
鶉川ゴヨウマツ自生北限地帯。2009年7月26日撮影。
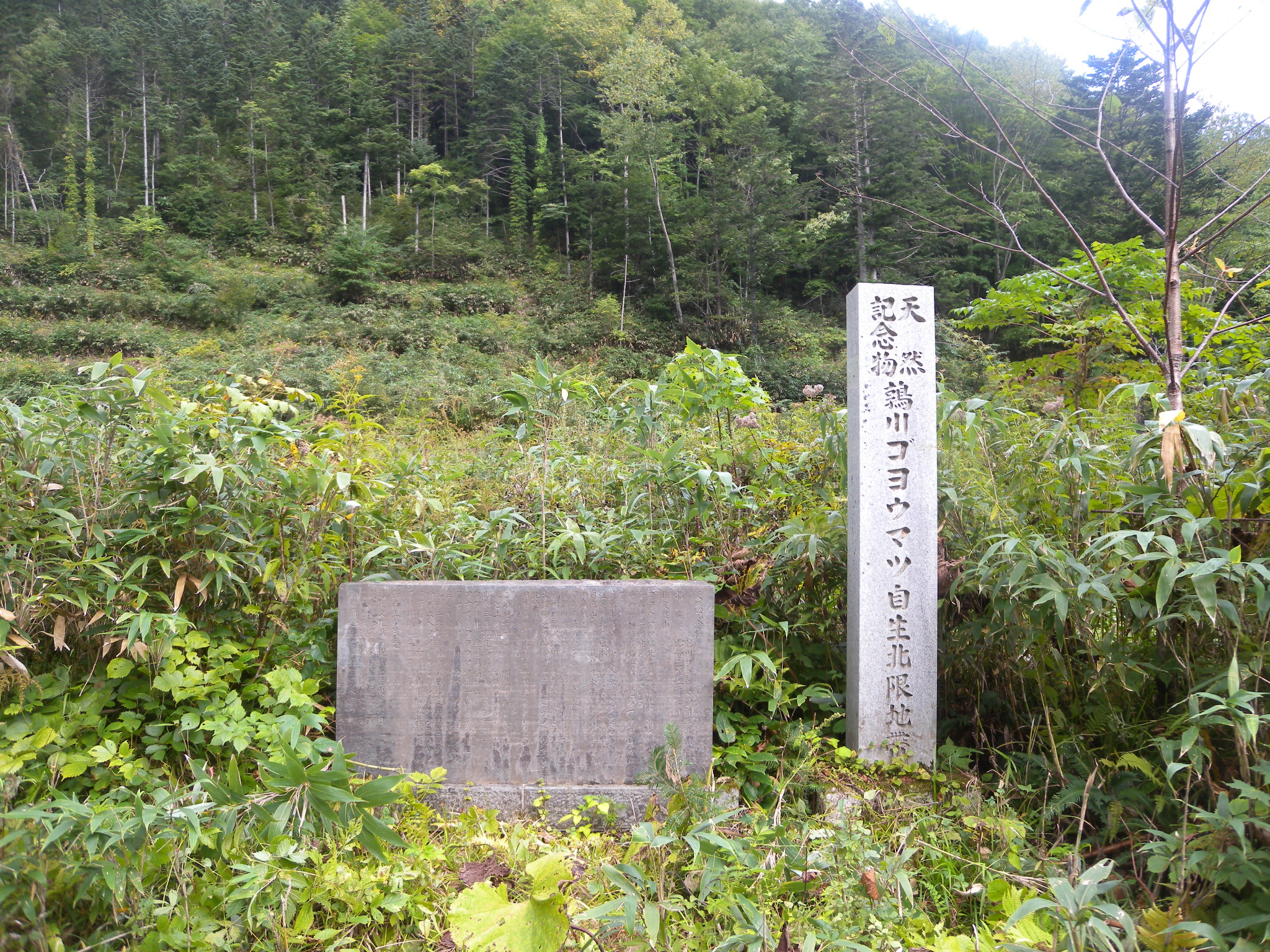
指定地付近にある天然記念物説明板と標柱。2012年9月18日撮影。

## 交通アクセス
所在地
- 北海道檜山郡厚沢部町峠下[8]。

交通
- 公共交通機関はない。ここでは自家用車での経路を挙げる。
  - 道央自動車道落部インターチェンジから北海道道67号八雲厚沢部線経由で約1時間[8]。
  - 函館市から国道5号・国道227号を中山峠（渡島中山峠)経由で約1時間[8]。
  - 江差町から国道227号で約45分[8]。